# Volta a Bulgària
La Volta a Bulgària és una cursa ciclista que es disputa a Bulgària. La cursa es creà el 1924, però no es comença a córrer regularment fins al 1955. Forma part del calendari de l'UCI Europa Tour.
A partir del 2017 es va dividir en dues curses, nord i sud, adquirint també l'antic Black Sea Cycling Tour.

## Palmarès
| Any                               | Vencedor                             | Segon                   | Tercer                   |
| --------------------------------- | ------------------------------------ | ----------------------- | ------------------------ |
| 1924                              | Georgi Abadzhiev Kostadin Dyrilgerov |                         | Nikola Vetov             |
| 1925-1934 edicions no realitzades |                                      |                         |                          |
| 1935                              | Marin Nikolov                        | Nikola Nenov            | Gentcho Grozev           |
| 1936-1948 edicions no realitzades |                                      |                         |                          |
| 1949                              | Milko Dimov                          | Ilia Krastev            | Rangel Mitov             |
| 1950                              | Milko Dimov                          | Ilia Krastev            | Ivan Dinev               |
| 1951-1954 edicions no realitzades |                                      |                         |                          |
| 1955                              | Stoyan Georgiev Demirev              | Nentcho Christov        | Milko Dimov              |
| 1956                              | Dimitar Kolev                        | Nentcho Christov        | Ilia Krastev             |
| 1957                              | Nentcho Christov                     | Milko Dimov             | Ivan Todorov             |
| 1958                              | Boyan Kotsev                         | Joseph Wasko            | Kamiel Buysse            |
| 1959                              | Boyan Kotsev                         | Lex van Kreuningen      | Bogusław Fornalczyk      |
| 1960                              | Boyan Kotsev                         | André Durnez            | Marcel Leboutte          |
| 1961                              | Dimitar Kolev                        | Joze Sebenik            | Eugeniusz Pokorny        |
| 1962                              | Ivan Bobekov                         | Johannes Schober        | Nentcho Christov         |
| 1963                              | Laylo Tzotzev                        | Nentcho Christov        | Ivan Bobekov             |
| 1964                              | Boris Botchev                        | Stefan Neytchev         | Ivan Bobekov             |
| 1965                              | Jiří Háva                            | Angel Kirilov           | Roberto Bonetto          |
| 1966                              | Ivan Bobekov                         | Klaus Ampler            | Angel Kirilov            |
| 1967                              | Ján Wenczel                          | Dimitar Kotev           | Slavcho Nikolov          |
| 1968                              | Vesko Kutujev                        | Bernd Knispel           | Slavcho Nikolov          |
| 1969                              | Selvino Poloni                       | Bernd Knispel           | Stanisław Labocha        |
| 1970                              | Fedor den Hertog                     | Dieter Gonschorek       | Dieter Mickein           |
| 1971                              | Ryszard Szurkowski                   | Zygmunt Hanusik         | Otto Timm                |
| 1972                              | Ivan Popov                           | Lucjan Lis              | Henke Svatopluk          |
| 1973                              | Ivan Skosirev                        | Detlef Kletzin          | Yani Tchakarov           |
| 1974                              | Rinat Xarafullin                     | Alexander Gusjatnikow   | Jørgen Marcussen         |
| 1975                              | Janusz Kowalski                      | Alexander Gusjatnikow   | Edward Barcik            |
| 1976                              | Alexander Gusjatnikow                | Tadeusz Mytnik          | Hans-Joachim Hartnick    |
| 1977                              | Siegbert Schmeisser                  | Tadeusz Mytnik          | Zdenek Bartonicek        |
| 1978                              | Nentcho Staykov                      | Juri Barinow            | Peter Koch               |
| 1979                              | Juri Barinow                         | Jiří Škoda              | Thomas Barth             |
| 1980                              | Nentcho Staykov                      | Jörg Köhler             | Hans-Joachim Meisch      |
| 1981                              | Boris Issaiev                        | Venelin Khubenov        | Leon Dejits              |
| 1982                              | Leon Dejits                          | Martin Goetze           | Nikolai Naumov           |
| 1983                              | Venelin Khubenov                     | Dan Radtke              | Alexandre Jevpak         |
| 1984                              | Nentcho Staykov                      | Víktor Klímov           | Jan Schur                |
| 1985                              | Petar Petrow                         | Nasko Stoichev          | Uwe Raab                 |
| 1986                              | Bojko Angelov                        | Petar Petrow            | Ievhen Zahrebelni        |
| 1987                              | Petar Petrow                         | Oleksandr Zinòviev      | Nentcho Staykov          |
| 1988                              | Valentin Jivkov                      | Mladen Ivanov           | Nentcho Staykov          |
| 1989                              | Didier Pasgrimaud                    | Vladimir Kirik          | Vladimir Igoshkin        |
| 1990                              | Pavel Shumanov                       | Jaroslav Bílek          | Ivan Ivanov              |
| 1991                              | Aleksandar Milenković                | Igor Novikov            | Martin Slanik            |
| 1992                              | Pavel Shumanov                       | Yury Surkov             | Bogdan Ravbar            |
| 1993                              | Mano Lubbers                         | Paweł Czopek            | Ivan Stanchev            |
| 1994                              | Hristo Zaykov                        | Víktor Klímov           | Jan Schur                |
| 1995                              | Hristo Zaykov                        |                         |                          |
| 1996                              | Hristo Zaykov                        | Ruslan Ivanov           | Petar Petrow             |
| 1997                              | Pavel Shumanov                       |                         |                          |
| 1998                              | Krassimir Vasiliev                   |                         |                          |
| 1999                              | Maksim Gurov                         |                         |                          |
| 2000                              | Seweryn Kohut                        | Faat Zakirov            | Sławomir Kohut           |
| 2001                              | Dimitar Dimitrov Gospodinov          | Georgi Koev             | Denis Titschenko         |
| 2002                              | Dimitar Dimitrov Gospodinov          | Igor Bonciucov          | Stefano Ciuffi           |
| 2003                              | Ivailo Gabrovski                     | Balazs Rohtmer          | Krasimir Vasiliev        |
| 2004                              | Tomasz Kłoczko                       | Are Hunsager Andresen   | Nélson Vitorino          |
| 2005                              | Martin Prázdnovský                   | Oleksandr Klimenko      | Michael Muck             |
| 2006                              | Ivailo Gabrovski                     | Serguei Firsànov        | Daniel Bogomilov Petrov  |
| 2007                              | Evgeniy Gerganov                     | Pavel Shumanov          | Massimo Giunti           |
| 2008                              | Ivailo Gabrovski                     | Daniel Andonov Petrov   | Serhí Hretxin            |
| 2009                              | Ivailo Gabrovski                     | Vladimir Koev           | Walter Pedraza Morales   |
| 2010                              | Krasimir Vasiliev                    | Ricardo Mestre Correira | Francisco Mancebo Pérez  |
| 2011                              | Ivailo Gabrovski                     | Martin Grashev          | Svetoslav Tchanliev      |
| 2012                              | Maxat Aiazbaiev                      | Marcin Sapa             | Georgi Georgiev Petrov   |
| 2013                              | Rémy di Grégorio                     | Spas Gyurov             | Mikhailo Kononenko       |
| 2014 edició no realitzada         |                                      |                         |                          |
| 2015                              | Stefan Koychev Hristov               | Oleg Zemliakov          | Patrik Tybor             |
| 2016                              | Marco Tecchio                        | Simone Ravanelli        | Jandos Bijiguitov        |
| Volta a Bulgària - Nord           |                                      |                         |                          |
| 2017                              | Serhí Lahkuti                        | Aleksandar Aleksiev     | Nicolae Tanovițchii      |
| Volta a Bulgària - Sud            |                                      |                         |                          |
| 2017 (2)                          | Vitali Buts                          | Stanislau Bajkou        | Andrí Vassiliuk          |
| 2020                              | Patryk Stosz                         | Alessandro Baroni       | Miguel Ángel Ballesteros |
| 2021                              | Immanuel Stark                       | Georg Steinhauser       | Timo Kielich             |
| 2022                              | Kyrylo Tsarenko                      | Alexis Guérin           | Francesco Di Felice      |
| 2023                              | Michal Schuran                       | Michele Gazzoli         | Félix Stehli             |
| 2024                              | Matteo Malucelli                     | Giovanni Carboni        | Thomas Pesenti           |